# Wredne dziewczyny
Wredne dziewczyny (ang. Mean Girls) – film komediowy na podstawie książki Rosalind Wiseman Queen Bees and Wannabes: Helping Your Daughter Survive Cliques, Gossip, Boyfriends and Other Realities of Adolescence.

## Fabuła
Cady Heron po wielu latach mieszkania w Afryce wraca z rodzicami do Stanów Zjednoczonych. W nowej szkole Cady poznaje Plastiki, grupę rządzących w niej dziewczyn. Dziewczyna jest zakochana w Aaronie Samuelsie, byłym chłopaku Reginy George, szefowej Plastików. Z tego powodu między Cady i Reginą narasta konflikt.

## Obsada
- Lindsay Lohan – Cady Heron
- Rachel McAdams – Regina George
- Lacey Chabert – Gretchen Wieners
- Amanda Seyfried – Karen Smith
- Jonathan Bennett – Aaron Samuels
- Lizzy Caplan – Janis Ian
- Daniel Franzese – Damian
- Tim Meadows – pan Duvall
- Jonathan Malen – Peter Haldi
- Tina Fey – panna Norbury
- Wai Choy – Tim Pak
- David Sazant – Marymount Captain
- Clare Preuss – Caroline Krafft
- Rajiv Surendra – Kevin Gnapoor
- Dwayne Hill – trener Carr
- Amy Poehler – pani George
- Melissa McIntyre – dziewczyna mówiąca o Reginie
- Diego Klattenhoff - Shane Oman

## Box office
| Świat | US$ 128,970,716 |

## Odbiór krytyczny
Film został pozytywnie oceniony przez krytyków; serwis Rotten Tomatoes na podstawie opinii ze 175 recenzji przyznał mu wynik 83%.